# Luciana (Ciudad Real)
Luciana er en by og kommune i det sydlige centrale Spanien i provinsen Ciudad Real. Den har et indbyggertal på 360 (2024) indbyggere.